# Ичжоу (Хэчи)
Ичжо́у (кит. упр. 宜州, пиньинь Yízhōu) — район городского подчинения городского округа Хэчи Гуанси-Чжуанского автономного района (КНР).

## История
Ещё во времена империи Тан здесь в 630 году был создан уезд Луншуй (龙水县). Во времена империи Сун он был в 1119 году переименован в Ишань (宜山县). Во времена империи Цин уезд Ишань был местом размещения властей Цинъюаньской управы (庆远府).
После вхождения этих мест в состав КНР в конце 1949 года был образован Специальный район Цинъюань (庆远专区), и уезд вошёл в его состав. Уже в феврале 1950 года Специальный район Цинъюань был переименован в Специальный район Ишань (宜山专区).
В декабре 1952 года в провинции Гуанси был создан Гуйси-Чжуанский автономный район (桂西壮族自治区), и Специальный район Ишань вошёл в его состав. В 1956 году Гуйси-Чжуанский автономный район был переименован в Гуйси-Чжуанский автономный округ (桂西僮族自治州). В 1958 году автономный округ был упразднён, а вся провинция Гуанси была преобразована в Гуанси-Чжуанский автономный район; Специальный район Ишань был при этом расформирован, и уезд перешёл в состав Специального района Лючжоу (柳州专区).
В 1965 году был образован Специальный район Хэчи (河池专区), и уезд перешёл в его состав.
В сентябре 1971 года Специальный район Хэчи был переименован в Округ Хэчи (河池地区).
Постановлением Госсовета КНР от 9 сентября 1993 года уезд Ишань (宜山县) был преобразован в городской уезд Ичжоу (宜州市).
Постановлением Госсовета КНР от 18 июня 2002 года были расформированы Округ Хэчи и городской уезд Хэчи, и образован городской округ Хэчи.
Постановлением Госсовета КНР от 14 декабря 2016 года городской уезд Ичжоу был преобразован в район городского подчинения, и в него переехали власти городского округа.

## Административное деление
Район делится на 9 посёлков, 5 волостей и 2 национальные волости.